# Посёлок Кургановского Лесничества
Посёлок Кургановского Лесничества — посёлок в Рославльском районе Смоленской области России. Входит в состав Любовского сельского поселения. Население — 59 жителей (2007 год). 
Расположена в южной части области в 13 км к северо-востоку от Рославля, в 1,5 км южнее автодороги А101 Москва — Варшава («Старая Польская» или «Варшавка»), на берегу реки Остёр. В 12 км южнее посёлка расположена железнодорожная станция Азобичи на линии Рославль — Фаянсовая. 

## История
В годы Великой Отечественной войны посёлок была оккупирована гитлеровскими войсками в августе 1941 года, освобождена в сентябре 1943 года.